# Chayei Adam
El Chayei Adam (en hebreo: חיי אדם) (en español: "La vida del hombre") es una obra sobre la ley judía escrita por el rabino Avraham Danzig (1748-1820), que trata sobre las leyes discutidas en la sección Oraj Jaim del Shulján Aruj.
El libro está dividido en 224 secciones, 69 de ellas tratan sobre la conducta diaria y la oración, y 155 tratan sobre mantener el Shabat y los días festivos.
El Chayei Adam estaba destinado principalmente a los judíos laicos, y no a los eruditos rabínicos. La obra literaria se presenta en un formato fácilmente accesible. En muchas ciudades, algunas sociedades de estudio se formaron con el propósito de estudiar el Chayei Adam.
El rabino Danzig recopiló y seleccionó las obras de los sabios Ajaronim, en relación con la halajá que se escribió durante más de dos siglos y medio después de la aparición del código legal del Shulján Aruj. Una obra paralela, Nishmat Adam, se publicó junto con el Chayei Adam, esta obra analiza los problemas de la halajá con una mayor profundidad. Las dos obras normalmente se imprimen juntas. 
El valor de la obra se evidencia en el hecho de que el rabino Jaim de Volozhin, conocido por su oposición a los compendios de halajá, otorgó su aprobación a la obra, con la condición de que cada sección tuviera referencias cruzadas con el Shulján Aruj para permitir un estudio más profundo del mismo. Las reglas del Chayei Adam se citan a menudo en otras obras posteriores, especialmente en la Mishna Berura.